# Basanta Kumari Patnaik
Basanta Kumari Patnaik (Bhanjanagar, 15 de dezembro de 1923 - 29 de março de 2013) foi romancista da língua Odia, contadora, dramaturga, poeta e ensaísta; considerada uma das pioneiras na literatura sobre Odia. Ela ficou famosa por seus três romances: Amada Bata (literalmente, em inglês, The Untroddden Path), Chorabali e Alibha Chita, entre os quais Amada Bata foi adaptada para um filme de Odia com o mesmo nome.

## Biografia
Basanta Kumari nasceu em 15 de dezembro de 1923 em Bhanjanagar, uma cidade no distrito de Ganjam, no estado de Odisha. No entanto, passou a maior parte de sua vida na cidade de Cuttack. Ela completou seu mestrado em economia pelo Ravenshaw College, em Cuttack.
Junto com seu irmão, Rajkishore Patnaik, fundou uma editora conhecida como Shanti Nibas Bani Mandira, que foi ativa de 1959 a 1962.
Ela morreu em 29 de março de 2013.

## Trabalhos
Basanta Kumari é considerada uma das pioneiras na literatura de Odia.
Em 1950, Basanta Kumari publicou seu primeiro romance, Amada Bata, que foi bem recebido pelos leitores. Foi seguido por Chorabali (1973), Alibha Chita e outros quatro romances. Sabhyatara Saja (1950; The Veneer of Civilization) e Patala Dheu (1952) e Jivanchinha (1959) são suas coleções de contos. Ela publicou duas coleções de poesia: Chintanala (1956) e Taranga. Também criou duas peças: Jaura Bhatta (1952) e Mruga Trushna (1956). Seu romance Amada Bata, considerado sua magnum opus, foi adaptado para um filme de Odia com o mesmo nome. Ele conta uma história da família de classe média de Cuttack e suas tentativas de casar sua filha. [7] Amada Bata é conhecida por seu retrato realista das personagens femininas.
Seus escritos refletem a vida doméstica e social de Odisha do século XX. Ela co-traduziu, com sua irmã Hemant Kumari Nanda, uma obra filosófica de Jiddu Krishnamurti.

## Reconhecimento
A Odia Sahitya Akademi lhe concedeu o prêmio Atibadi Jagannath Das. Ela é a primeira e única escritora de Odia a receber esta premiação.